# Finale UEFA Cup 1991
De UEFA Cupfinale van het seizoen 1990/91 is de 18e finale in de geschiedenis van de UEFA Cup. De finale werd over twee wedstrijden gespeeld, op 8 en 22 mei. Voor het tweede jaar op rij stonden er met Internazionale en AS Roma twee Italiaanse teams in de finale. Inter won zijn thuiswedstrijd met 2-0, Roma raakte voor eigen publiek niet verder dan 1-0. Voor de club uit Milaan was het de eerste eindzege in de UEFA Cup.

## Wedstrijdverslag
Internazionale had in de heenwedstrijd de beste kansen, maar kwam voor de pauze niet tot scoren. Zo haalde doelman Giovanni Cervone een kopbal van Nicola Berti uit de bovenhoek. Na enkele minuten in de eerste helft lukte het dan toch. Aldo Serena bracht de bal voor van op rechts en bereikte zo Berti die in het strafschopgebied werd neergehaald. De Duitser Lothar Matthäus nam een lange aanloop en knalde de strafschop hard binnen: 1-0. Roma ging meteen op zoek naar de gelijkmaker en was er dichtbij. Een afgeweken schot scheerde de paal. Uiteindelijk was het Inter dat opnieuw scoorde. Jürgen Klinsmann zette zich goed door op de linkerflank. Zijn voorzet bereikte de vrijstaande Berti, die het leer maar had binnen te tikken: 2-0. Hoewel Matthäus nadien bijna een tweede keer wist te scoren, bleef ook Roma gevaarlijk. Toen Berti en doelman Walter Zenga begonnen te klungelen, ontstond er een scrimmage voor het doel van Inter die uiteindelijk eindigde in een doeltrap voor de Milanezen.
In de terugwedstrijd moest Roma in een kolkend Stadio Olimpico op zoek naar minstens twee doelpunten. In een soms potig duel waarin Roma met een schot op de paal dicht bij de openingstreffer was, leek het lange tijd 0-0 te worden. Pas in de 81e minuut viel de bal goed voor de Romeinen. Een kopbal belandde bij Ruggiero Rizzitelli die het leer overhoeks binnentrapte: 1-0. Even laaide de hoop op verlengingen weer op, maar Roma kon Zenga in de slotminuten niet meer bedreigen. Het bleef bij die ene treffer en dus mocht Internazionale voor het eerst de UEFA Cup in ontvangst nemen.

### Wedstrijddetails
|            |                               |       |         |                                                                                                 |
| 8 mei 1991 | Internazionale                | 2 – 0 | AS Roma | Stadio Giuseppe Meazza, Milaan Toeschouwers: 68.887 Scheidsrechter: Alexei Spirin (Sovjet-Unie) |
| 8 mei 1991 | Matthäus 55' (pen.) Berti 67' |       |         | Stadio Giuseppe Meazza, Milaan Toeschouwers: 68.887 Scheidsrechter: Alexei Spirin (Sovjet-Unie) |

| Internazionale | Roma |

| Internazionale:     |    |                      |     |
|                     |    |                      |     |
| GK                  | 1  | Walter Zenga         |     |
| RWB                 | 7  | Alessandro Bianchi   |     |
| CB                  | 6  | Antonio Paganin      | 65' |
| CB                  | 2  | Giuseppe Bergomi     |     |
| CB                  | 5  | Riccardo Ferri       |     |
| LWB                 | 3  | Andreas Brehme       |     |
| DM                  | 4  | Sergio Battistini    |     |
| CM                  | 8  | Nicola Berti         |     |
| CM                  | 10 | Lothar Matthäus      |     |
| CF                  | 11 | Aldo Serena          | 90' |
| CF                  | 9  | Jürgen Klinsmann     |     |
| Invallers:          |    |                      |     |
| GK                  | 12 | Astutillo Malgioglio |     |
| DF                  | 13 | Andrea Mandorlini    |     |
| DF                  | 14 | Giuseppe Baresi      | 65' |
| MF                  | 15 | Paolo Stringara      |     |
| MF                  | 16 | Fausto Pizzi         | 90' |
| Coach:              |    |                      |     |
| Giovanni Trapattoni |    |                      |     |

| AS Roma:        |    |                     |     |
|                 |    |                     |     |
| GK              | 1  | Giovanni Cervone    |     |
| RWB             | 2  | Antonio Tempestilli |     |
| CB              | 4  | Thomas Berthold     |     |
| CB              | 6  | Antonio Comi        | 75' |
| CB              | 5  | Aldair              | 72' |
| LWB             | 3  | Sebastiano Nela     |     |
| CM              | 7  | Manuel Gerolin      |     |
| CM              | 8  | Fabrizio Di Mauro   |     |
| AM              | 10 | Giuseppe Giannini   |     |
| CF              | 9  | Rudi Völler         |     |
| CF              | 11 | Ruggiero Rizzitelli |     |
| Invallers:      |    |                     |     |
| GK              | 12 | Giuseppe Zinetti    |     |
| DF              | 13 | Amedeo Carboni      | 72' |
| DF              | 14 | Stefano Pellegrini  |     |
| MF              | 15 | Fausto Salsano      |     |
| DF              | 16 | Roberto Muzzi       | 75' |
| Coach:          |    |                     |     |
| Ottavio Bianchi |    |                     |     |

|             |                |       |                |                                                                                     |
| 22 mei 1991 | AS Roma        | 1 – 0 | Internazionale | Stadio Olimpico, Rome Toeschouwers: 70.901 Scheidsrechter: Joël Quiniou (Frankrijk) |
| 22 mei 1991 | Rizzitelli 81' |       |                | Stadio Olimpico, Rome Toeschouwers: 70.901 Scheidsrechter: Joël Quiniou (Frankrijk) |

| Roma | Internazionale |

| AS Roma:        |    |                     |     |
|                 |    |                     |     |
| GK              | 1  | Giovanni Cervone    |     |
| RB              | 2  | Antonio Tempestilli | 57' |
| CB              | 3  | Thomas Berthold     |     |
| CB              | 5  | Aldair              |     |
| LB              | 6  | Sebastiano Nela     |     |
| DM              | 4  | Manuel Gerolin      |     |
| CM              | 7  | Stefano Desideri    | 69' |
| CM              | 8  | Fabrizio Di Mauro   |     |
| AM              | 10 | Giuseppe Giannini   |     |
| CF              | 9  | Rudi Völler         |     |
| CF              | 11 | Ruggiero Rizzitelli |     |
| Invallers:      |    |                     |     |
| GK              | 12 | Giuseppe Zinetti    |     |
| MF              | 14 | Giovanni Piacentini |     |
| DF              | 15 | Stefano Pellegrini  |     |
| DF              | 16 | Roberto Muzzi       | 69' |
| MF              | 17 | Fausto Salsano      | 57' |
| Coach:          |    |                     |     |
| Ottavio Bianchi |    |                     |     |

| Internazionale:     |    |                          |     |
|                     |    |                          |     |
| GK                  | 1  | Walter Zenga             |     |
| RWB                 | 7  | Alessandro Bianchi       |     |
| CB                  | 6  | Antonio Paganin          |     |
| CB                  | 2  | Giuseppe Bergomi         |     |
| CB                  | 5  | Riccardo Ferri           |     |
| LWB                 | 3  | Andreas Brehme           |     |
| DM                  | 4  | Sergio Battistini        |     |
| CM                  | 8  | Nicola Berti             |     |
| CM                  | 10 | Lothar Matthäus          |     |
| CF                  | 11 | Fausto Pizzi             | 67' |
| CF                  | 9  | Jürgen Klinsmann         |     |
| Invallers:          |    |                          |     |
| GK                  | 12 | Astutillo Malgioglio     |     |
| DF                  | 13 | Massimiliano Tacchinardi |     |
| DF                  | 14 | Andrea Mandorlini        | 67' |
| MF                  | 15 | Paolo Stringara          |     |
| FW                  | 16 | Maurizio Iorio           |     |
| Coach:              |    |                          |     |
| Giovanni Trapattoni |    |                          |     |